# Peterstor (Regensburg)

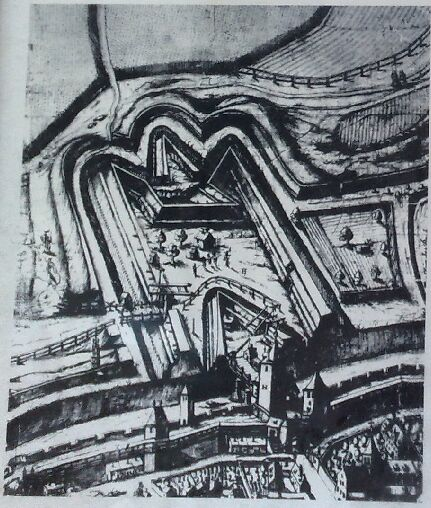
Peterstor mit Hornwerk (ca. 1630). Foto Infotafel

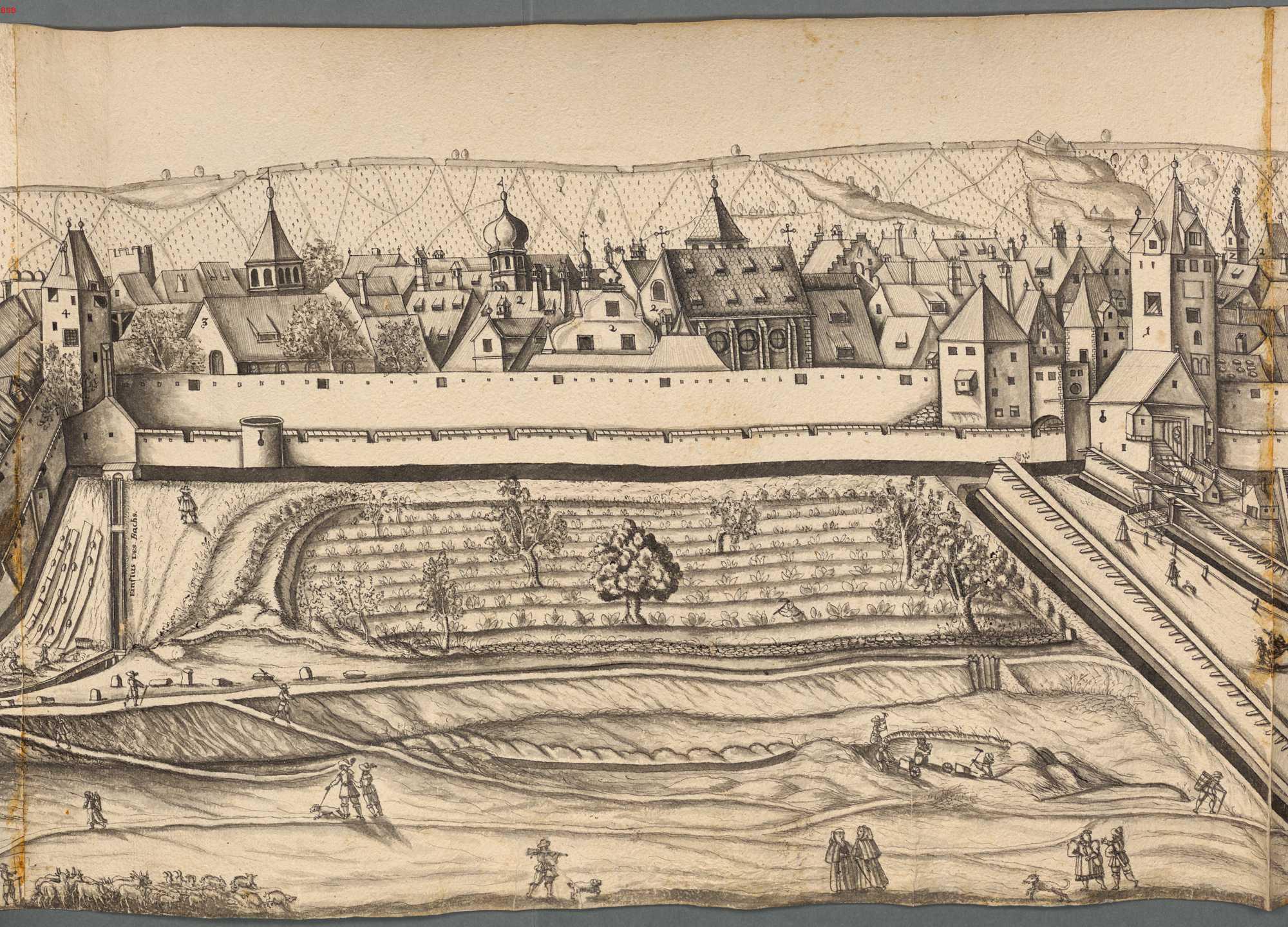
Emmeraner Garten mit Peterstor und Stadtbefestigung (Hornwerk angeschnitten, Zustand 1640)

Das Peterstor war eine von sechs großen Toranlagen der nach 1330 entstandenen mittelalterlichen Stadtbefestigung von Regensburg und wurde, wie auch das Jakobstor im Stadtwesten häufig genutzt. Das Peterstor und die durch einen Brückturm geschützte, südlich vorgelagerte Brücke über den 20 m breiten und 8 m tiefen Stadtgraben war einer der Hauptzugänge zur Stadt. Das Tor war der einzige Zugang zur Stadt für alle von Süden kommenden Händler und Reisenden mit Fuhrwerken oder Kutschen, denn das zweite südlich gelegene Emmeramer Tor war nur von Fußgängern passierbar.
Die gesamte Anlage des Peterstors wurde von französischen Truppen im Verlauf des fünften Koalitionskrieges 1809 durch Beschuss zerstört während der Schlacht bei Regensburg. Die meisten Trümmer wurden erst zum Ende des 19. Jahrhunderts von den Bürgern der Stadt zum Eigengebrauch entfernt.

## Lage und Geschichte
Das zerstörte Peterstor befand sich dort, wo heute die im Stadtgebiet von Nord nach Süd verlaufende Fröhliche-Türken-Straße aus dem Gebiet der historischen Altstadt herausführt und in die von Ost nach West verlaufende heutige schmale Straße mit Namen St.-Peters-Weg einmündet. Der Verlauf des St. Peters-Weg beschreibt heute den ehemaligen Verlauf der frühen, nach 900 entstandenen südlichen Arnulfinischen Stadtmauer, die aber in diesem ca. 500 m langen südlichen Abschnitt zwischen Kloster St. Emmeram und Peterstor identisch war mit der weitgehend unveränderten Römermauer.
Das Peterstor der mittelalterlichen Stadtmauer wurde also am Standort des Südtores des römischen Legionslagers Castra Regina, der (Porta Decumana) errichtet, die mittelalterliche militärische Bedürfnisse nicht erfüllen konnte. Damals überflüssig gewordene Quadersteine der alten römischen Südmauer finden sich heute verstreut im Garten vom benachbarten Stift Obermünster, und sichtbar eingebaut in den Fundamenten der Häuser am St.-Peters-Weg und am benachbarten Fuchsengang. Ein Kellerraum in einem Haus am südlichen Ende der Fröhliche-Türken-Straße besteht noch ganz aus fugenlosem, antikem römischen Mauerwerk, bei dem es sich vermutlich um das Untergeschoss des östlichen Flankenturms der römischen Porta decumana handelt.

## Name und Geschichte
Der alte Name der Toranlage Weih Sankt Peters Tor ist zurückzuführen auf ein bei der Errichtung der Toranlage außerhalb der Stadtmauer liegendes kleines Schottenkloster, das 1552 vom kaiserlichen Obristen Philipp von Eberstein im Umfeld des Schmalkaldischen Krieges zerstört wurde. Das Steinmaterial wurde zum Bau von zwei Basteien verwendet, der östlich gelegenen Petersbastei (heute: Am Königshof) und der Emmeram-Bastei (heute im Park bei Schloss St. Emmeram).

## Baugeschichte
Die am westlichen Haidplatz verlaufende Westmauer des römischen Legionslagers Castra Regina wurde 920 n. Chr. durch den bayerischen Herzog Arnulf I. abgebrochen. An ihrer Stelle wurde die sog. Arnulfinische Stadtmauer errichtet. Ihr Verlauf sollte die im nördlichen Stadtbereich der Donau und die im westlich erweiterten Stadtbereich neu entstandenen Gebäude wie z. B. das Kloster St. Emmeram umschließen und schützen. Die (Porta Decumana) des römischen Legionslagers als Vorläufer des Peterstores war von diesen Baumaßnahmen nicht betroffen.
Erst nach 1320 beim Neubau der mittelalterlichen Stadtmauer wurden auch die alten Toranlagen im Süden erweitert und durch Türme und mit Türmen befestigte neue Toranlagen verstärkt. Der zwei Meter dicken inneren Mauer wurde ein Zwinger, eine Zwingermauer und ein 20 m breiter und 8 m tiefer Stadtgraben vorgelagert. Der Boden des Grabens ist noch auf dem Grundstück Am Peterstor 3 zu erkennen, das 2015 mit einem Turmhaus neu bebaut wurde. In den Jahren 1632/33 wurden vor allen Toren der Stadtmauer als Befestigungsanlagen Hornwerke und Basteien errichtet, die im teilweise zerstörten Zustand bis zum Ende des 18. Jahrhunderts bestehen blieben. Vor dem Peterstor wurde ein besonders großes Hornwerk errichtet, das über 100 m bis hin zur heutigen Fürst-Anselm-Allee reichte.

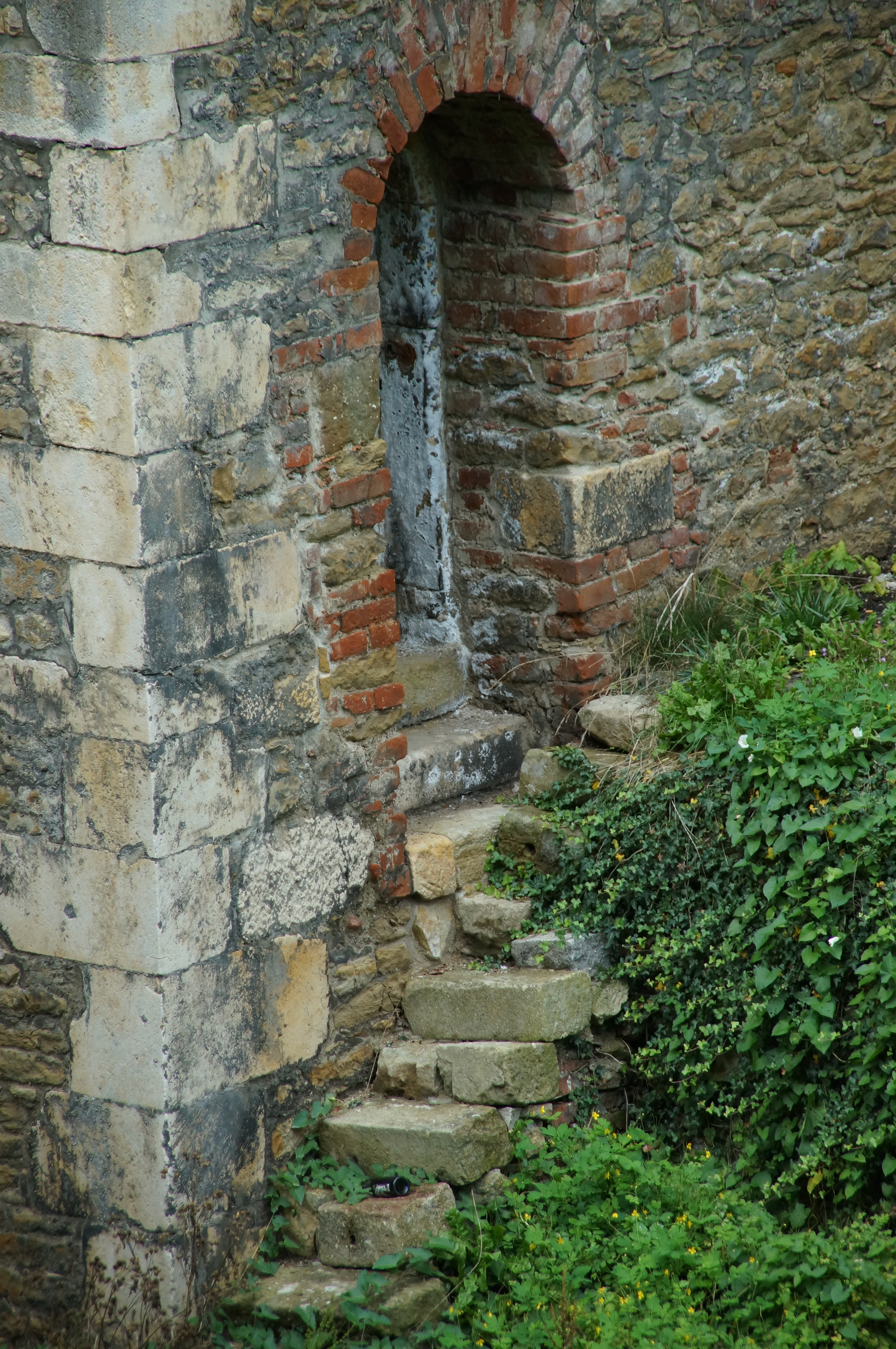
Zwingermauer beim Peterstor (2013)

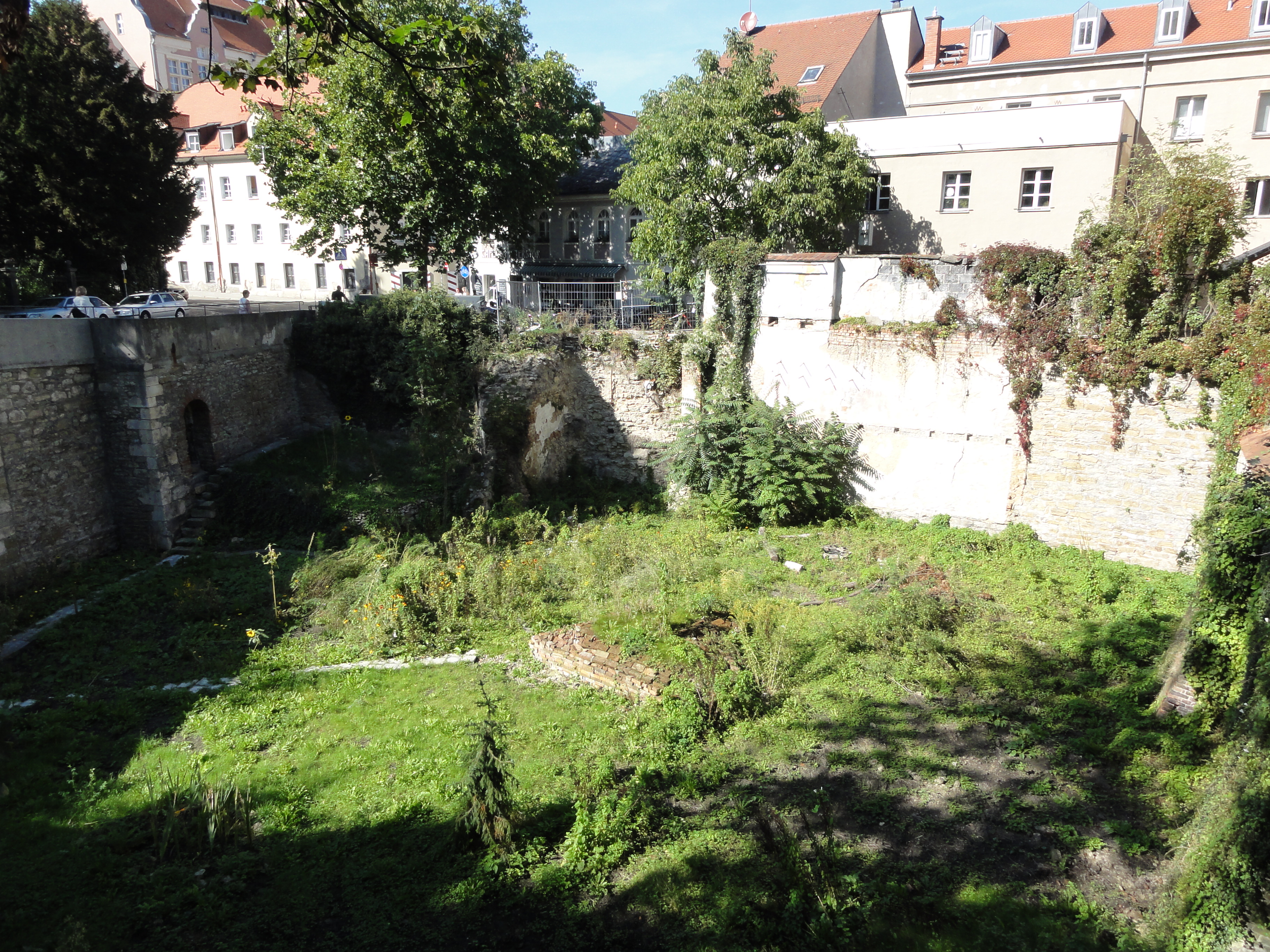
Standort des ehemaligen Hochwarthturmes östlich der Toranlage mit Brücke

Im Inneren des ehemaligen sogenannten Torwachthauses Am Peterstor 1a (heute Café), befinden sich noch Reste der Römermauer und der mittelalterlichen Stadtmauer, die dort im Süden der Stadt miteinander verbunden verliefen. Die Toranlage bestand aus drei unregelmäßig zueinander gestellten Türmen, die innerhalb des Zwingers um einen Waffenhof gruppiert waren. Die Toranlage wurde durch das innere Tor betreten und über eine hölzerne Brücke durch ein zweites, gewölbtes Tor verlassen, das mit einem südlichen Holzanbau mit Wagen- und Fußgängerdurchlass und mit einem niedrigen Außentorturm mit Zugbrücke und Aufziehwerk versehen war. Um 1755 wurden die hölzernen Anbauten und auch die Brücke aus Steinen neu erbaut. Die alte Steinbrücke ist noch im Unterbau des Petersweges erhalten.
Die Fundamente des östlichen der beiden seitlichen Türme, des sehr hohen, sogenannten Hochwartturmes, sind im unteren Bereich des Hauses Am Peterstor 3 erhalten. Mit seinem quadratischen Grundriss durchschnitt dieser Turm die Zwingermauer und stand damit zur Hälfte im Graben.
Der westliche Turm, der sogenannte Gießübel – ein schwäbischer Ausdruck für einen durchlöcherten Holzkasten, mit dem Personen unter Wasser getaucht wurden – war in die Stadtmauer integriert und mit Verliesen unterkellert. Er war als Gefängnis für Schwerverbrecher berüchtigt und gefürchtet.
Als im April 1809 napoleonische Truppen Regensburg angriffen, wurde der südliche Bereich der Stadt mit den dort liegenden Wohnvierteln von der französischen Artillerie schwer beschossen. Auch das Peterstor und die dortigen Stadtmauern, auf denen sich flüchtende österreichische Truppen verschanzt hatten, wurden schwer beschädigt. Das Peterstor blieb als Ruine bis 1875 bestehen. Nachdem Appelle zum Wiederaufbau der Toranlage keinen Erfolg hatten und das Jakobstor schon 60 Jahre vorher abgerissen worden war, wurden auch die Ruinen des Peterstors in langwierigen Abrissarbeiten beseitigt.